# Barybas crassa
Barybas crassa är en skalbaggsart som beskrevs av Moser 1921. Barybas crassa ingår i släktet Barybas och familjen Melolonthidae. Inga underarter finns listade.